# Chandur (Chandrapur)
Chandur è una suddivisione dell'India, classificata come census town, di 21.640 abitanti, situata nel distretto di Chandrapur, nello stato federato del Maharashtra. In base al numero di abitanti la città rientra nella classe III (da 20.000 a 49.999 persone).

## Geografia fisica
La città è situata a 19° 44' 54 N e 79° 09' 60 E.

## Società

### Evoluzione demografica
Al censimento del 2001 la popolazione di Chandur assommava a 21.640 persone, delle quali 11.513 maschi e 10.127 femmine. I bambini di età inferiore o uguale ai sei anni assommavano a 3.257, dei quali 1.698 maschi e 1.559 femmine. Infine, coloro che erano in grado di saper almeno leggere e scrivere erano 14.852, dei quali 8.635 maschi e 6.217 femmine.